# Katastrofa budowlana w Meknesie
Katastrofa budowlana w Meknesie – katastrofa budowlana, która miała miejsce 19 lutego 2010 roku w mieście Meknes w północnym Maroku. W wyniku zawalenia się minaretu meczetu Bab Bardain zginęło 41 osób, a ponad 80 zostało rannych.

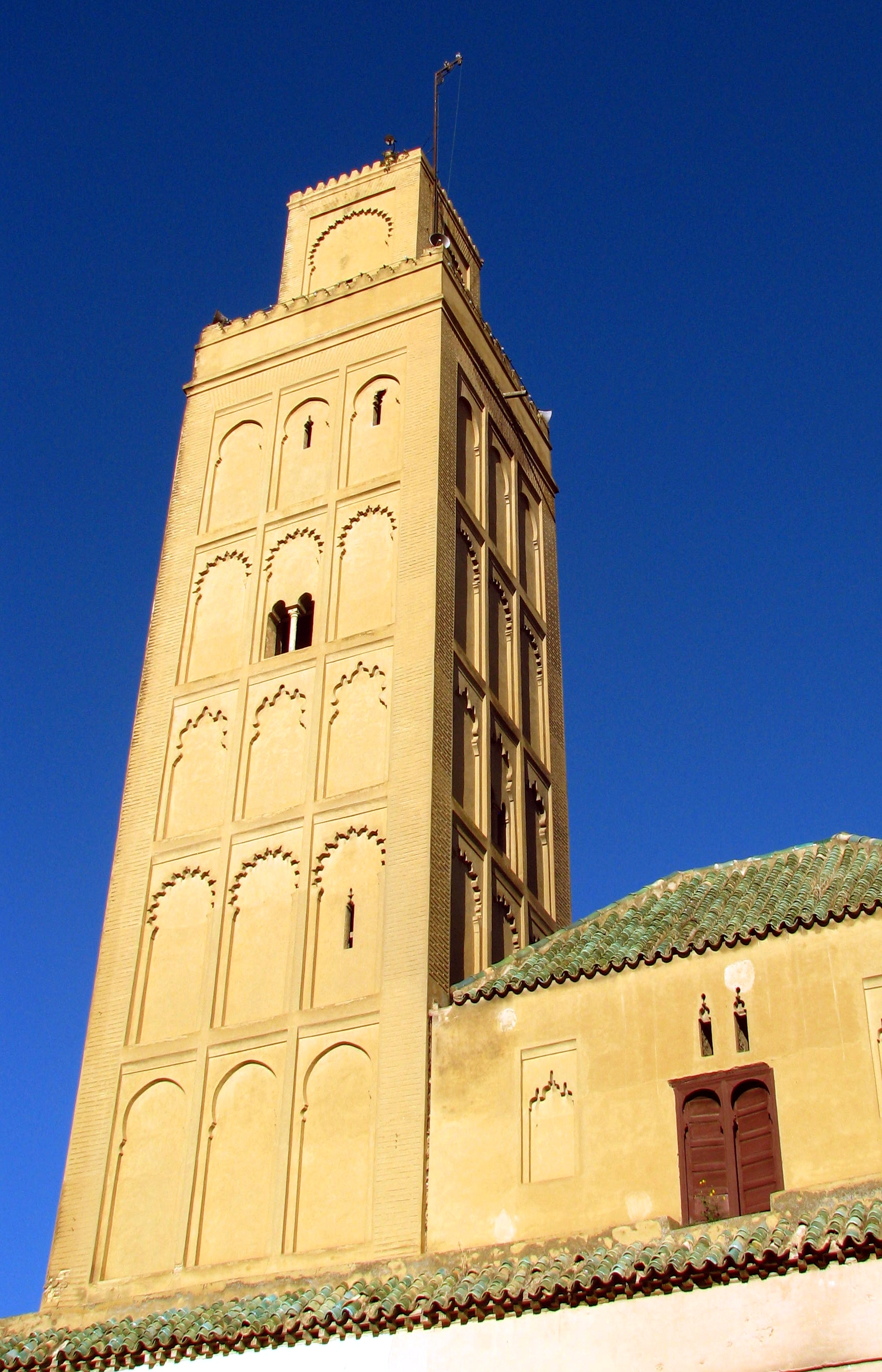
Minaret przed katastrofą.
Grudzień 2009

Do zawalenia minaretu doszło po kilkudniowych, intensywnych opadach deszczu w regionie. W czasie katastrofy w meczecie znajdowało na piątkowych modłach około 300 osób. Wąskie uliczki prowadzące do meczetu nie pozwoliły na dostarczenie ciężkiego sprzętu w miejsce katastrofy, zmuszając ratowników do ręcznej pracy. Lekko ranni byli hospitalizowani w mieście, natomiast ciężej ranni zostali przewiezieni do Fezu.
Król Muhammad VI nakazał odbudowę minaretu w jego pierwotnej formie.